# Karin-Lis Svarre
Karin-Lis Svarre f. Graverholt (5. december 1946 i Vordingborg – 24. juni 2009) var en dansk journalist, der i mange år var udenrigsmedarbejder på TV-Avisen og senere fik en international toppost som informationsdirektør for FAO, FN's fødevareorganisation.
Karin-Lis Svarre blev født i Vordingborg og blev student fra Vordingborg Gymnasium i 1965. Efter nogle år med studier i samfundsfag fandt hun ud af, at hun ville være journalist, og hun begyndte som elev på Sjællands Tidende i 1969. Senere fulgte blandt andet ansættelse på Kristeligt Dagblad og Politiken, inden hun i 1977 blev ansat på TV-Avisen. Her var hun blandt andet studievært, og hun beskæftigede sig især med udenrigspolitik. 
I 1986 flyttede hun til Bangkok og var i nogle år freelancejournalist for blandt andet DR. Hun fik her også projektopgaver for FN, og nogle år senere blev hun informationschef for Dansk Flygtningehjælp (1991-93), hvilket blev første skridt i en ny retning for Svarre. Efter dette fik hun ansvaret for opbygningen af et efteruddannelsessystem for journalister i det sydlige Afrika, og derfra blev hun i 1996 hentet til posten som informationsdirektør for FAO. I 1999 skiftede hun igen job, denne gang til informationsdirektør for Institute for Democracy and Electoral Assistance, der har hovedkvarter i Stockholm.
Karin-Lis Svarre var gift to gange: 1971-80 med journalist Erik Svarre, med hvem hun fik en søn, Peter Svarre, samt 1984-86 med diplomaten Stig Andersen, som døde i 1986. 